# Dala-Demokraten

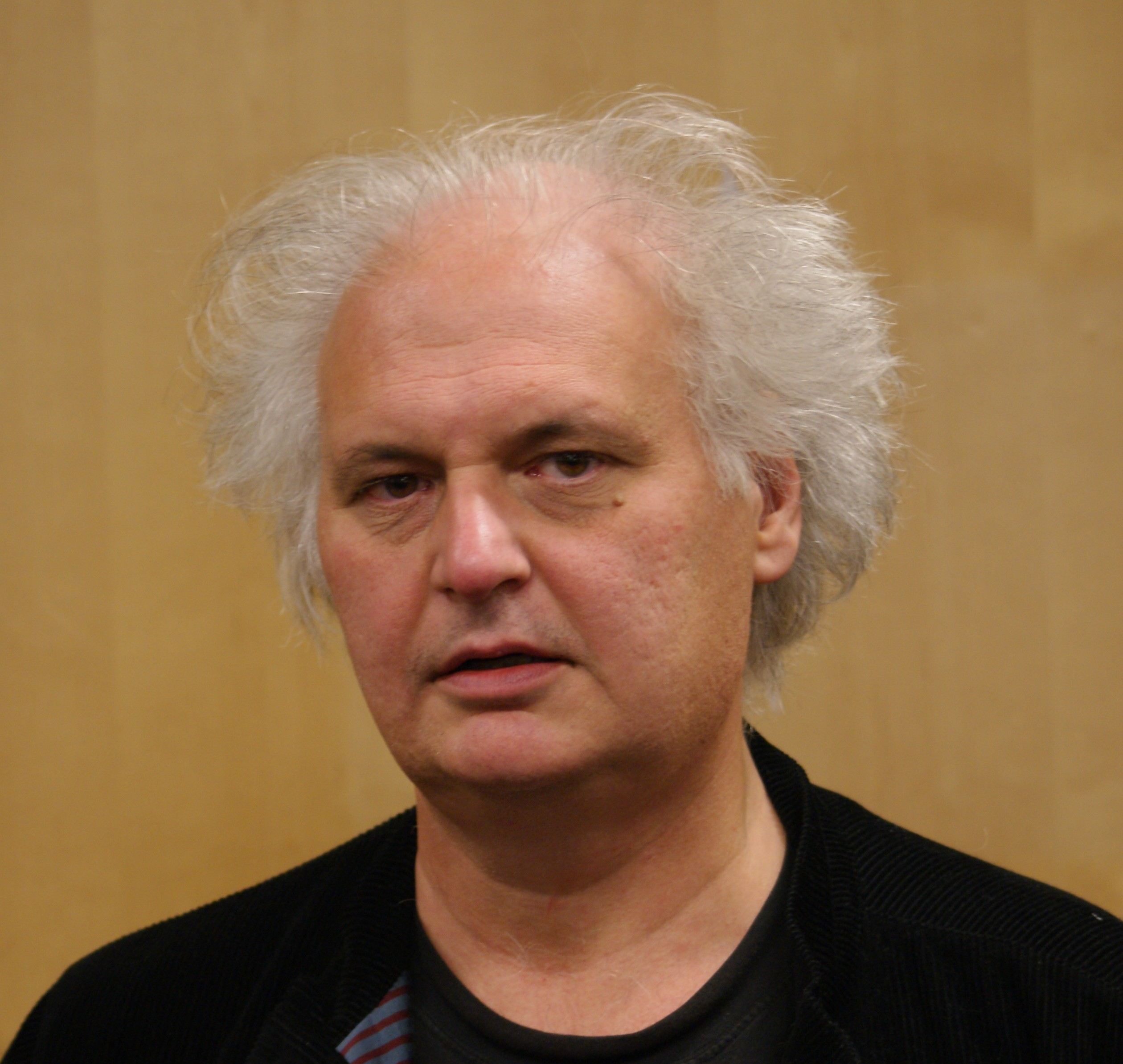
Chefredaktör Göran Greider (2011).

Dala-Demokraten (DD), grundad 1917, är en dagstidning som ges ut i Dalarna. Chefredaktör är poeten, författaren och debattören Göran Greider. Ansvarig utgivare är Fredrika Hillervik sedan maj 2022. Efter att tidigare varit ägd av Folkrörelsens Mediestiftelse i Dalarna, köptes tidningen 2013 av Mittmedia, numer Bonnier News Local.

## Historik

### Bakgrund
Det första numret av Dala-Demokraten gavs ut den 14 december 1917. Utgåvan bestod då av ett nummer i veckan och trycktes hos tidningen Arbetarbladet i Gävle. Förstasidan bestod då, som i pressen överlag, enbart av annonser och en logotyp – det redaktionella materialet började på sidan 2. Under Dala-Demokraten-loggan på sidan 1 stod det "Organ för Sveriges Socialdemokratiska arbetarparti". 
Från den 3 december 1918 började Dala-Demokraten ges ut tre gånger i veckan och trycktes på det egna tryckeriet på Holmgatan i Falun. Dala-Demokraten hade sin redaktion på Holmgatan fram till 1971, då man flyttade till en adress en kilometer sydväst om centrum, strax intill Falu gruva. Sedan 2013 ligger redaktionen på Ingarvet i Falun. 1918 kostade ett exemplar av tidningen 10 öre och en helårsprenumeration 2 kronor och 50 öre.

### Under A-Pressen och lokal stiftelse
Under lång tid tillhörde Dala-Demokraten A-Pressen, en svensk socialdemokratisk tidningskoncern som grundades 1947 och gick i konkurs 1992. Fram till 2013 ägdes Dala-Demokraten av Folkrörelsens Mediastiftelse i Dalarna.

### Nedgång och nya ägare
Dala-Demokraten har på senare år dragits med en vikande upplaga och på grund av försämrad ekonomi tvingats till flera sparpaket med uppsägning av personal. Februari 2013 slutade man med olika editioner av tidningen. Mellan 2012 och 2013 tappades 2 000 exemplar i upplaga,
Ett samarbete inleddes 2012 med huvudkonkurrenten Mittmedia, vilket våren 2013 ledde till att man sålde sin tryckpress och började trycka tidningen hos Mittmedia. Vårvintern minskades antalet anställda på tidningen med 50 personer (= närmare 2/3), och den kvarvarande redaktionen flyttade in i Dalarnas Tidningars hus på Ingarvet i Falun.
Två månader senare nåddes en uppgörelse med Dala-Demokratens ägare där Mittmedia köpte hela tidningen. Stiftelsen försäljning av Dala-Demokraten beslutades för att kunna trygga en långsiktig utgivning av tidningen. Dala-Demokraten kommer även fortsättningsvis att ha en socialdemokratisk ledarsida, och den chefredaktören, krönikören och debattören Göran Greider blir kvar på tidningen. Ny redaktionschef och ansvarig utgivare blev Bosse Andersson, med ett förflutet på Östersunds-Posten och Smålands-Tidningen.
I och med köpet äger Mittmedia 19 prenumerade morgontidningar i mellersta Sverige och blev helt dominerande tidningsägare i flera län.
Konkurshotade Mittmedia köptes sedermera upp av Bonnierkoncernen och Dala-Demokraten ingår idag i Bonnier Local News.

## Dagsläget
Dala-Demokraten är en lokaltidning av den gamla skolan, med redaktioner och lokalredaktörer över hela Dalarna. Centralredaktionen ligger i Falun och lokalkontor finns i Borlänge, Avesta, Hedemora, Säter, Ludvika, Smedjebacken, Västerdalarna, Gagnef, Leksand, Rättvik och Mora. Tidningen hade 2010 cirka 100 anställda.
Dala-Demokraten kommer ut sex dagar i veckan, måndag till lördag. Tidningen delas ut i Dalarnas samtliga kommuner men har den största delen prenumeranter i Borlänge. 2012 var upplagan 14 800 per dag. Räckvidden, det vill säga hur många i upptagningsområdet som läser tidningen, är 27 procent. Tidningschef är Lennart Håkansson och chefredaktör Göran Greider. Tidningen är svanenmärkt sedan 1997; med detta menas att hela produktionskedjan är miljövänlig.
Tidningen trycktes fram till mars 2013 i Dala-Demokratens egna tryckpress, Goss Suburban, som fanns i Falun. Mars började tidningen tryckas hos Mittmedia. I mars 2014 såldes tryckpressen till ett turkiskt tryckeri, som under våren 2014 monterar ner tryckpressen för transport och installation i Adana.
Dala-Demokraten har haft ett samarbete med Svenska Elektrikerförbundet. Det innebär att Dala-Demokraten givit ut fackförbundets tidning Elektrikern, som har en upplaga på cirka 32 000 ex/nummer och utkommer 10 gånger per år. Dala-Demokraten har också haft Elektrikerns webbtidning. Dessa samarbeten har upphört liksom samarbetet med Svensk Måleriförening.

## Opinionsbildning
Dala-Demokraten har en tradition av att anställa namnkunniga chefredaktörer. Ledarsidan och kulturdelen drar sig inte för att kritisera den politik Socialdemokraterna för. Dala-Demokratens ledare tas ofta upp i Sveriges Radios Ekots Tidningskrönikan, där tempen tas på den politiska debatten i Sverige.  
När Sveriges befolkning skulle folkomrösta om inträde i EMU den 14 september 2003 tog Dala-Demokratens ledarsida tydligt ställning: Svenska folket borde rösta nej. Detta trots att Socialdemokraterna på riksnivå propagerade för att införa euron som valuta i Sverige. Utfallet blev till Dala-Demokratens favör, då 55,9 procent av svenskarna röstade nej. Samtliga kommuner i Dalarna röstade nej i EMU-valet.
När det vintern 2011/2012 blåste kring Socialdemokrateras partiordförande Håkan Juholt tog Dala-Demokratens chefredaktör Göran Greider tydlig ställning på ledarsidan. Under rubriken "Det är nog bara att inse att Juholt är körd" skrev han den 18 januari 2012: "På tisdagsförmiddan orkar jag inte höra mer av dagspolitiken; Håkan Juholt är förstås på tapeten igen. Förmodligen är han körd. Det är bara att inse. Han är ohjälpligt skadeskjuten av medierna, av krypskyttar på den högra kanten i sitt eget parti – samt av sig själv." Ledaren citerades i Dagens Nyheter, Svenska Dagbladet, Aftonbladet, Expressen och Sveriges Radio samt av TT och gav upphov till den sista striden om Juholts lämplighet som partiordförande. Kort efter publiceringen, den 21 januari 2012, avgick Håkan Juholt som partiordförande för Socialdemokraterna.
Senare menade Greider att Håkan Juholt blivit utsatt för ett mediedrev och därför tvingats avgå.

## Chefredaktörer
- Ivar Englund 1917 – 1938
- Arvid Hallberg 1938 – 1952
- Gösta Söderlund 1952 – 1972
- Vakant 1972 – 1973
- Erik Norelius 1973 – 1983
- Bo Degerman 1984 – 1990
- Mats Larsson 1990
- Marita Ulvskog 1990 – 1994
- Villy Bergström 1994 – 1999
- Göran Greider 1999 – nu

## Konkurrenter
Dala-Demokratens största konkurrent är Dalarnas Tidningar, ett regionalt mediebolag som ägs av koncernen Mittmedia. Dalarnas Tidningar ger bland annat ut lokaltidningarna Falu Kuriren och Borlänge Tidning. Dalarnas Tidningars sammanlagda upplaga var 2010 59 700 ex/dag.
Andra konkurrenter är SVT Dalarna, Radio Dalarna och centerpartistiska veckotidningen Dalabygden.